# Bansang
Bansang – miasto w Gambii w dywizji Central River, na południowym brzegu rzeki Gambia, ok. 7,7 tys. mieszkańców (stan z 2006). W mieście zlokalizowany jest największy we wschodniej Gambii szpital. W pobliskich kamieniołomach znajdują się liczne gniazdowiska żołny czerwonogardłej (Merops bulocki), co sprawia, że miasto często odwiedzają pasjonaci ornitologii.